# بخش رایاگادا
بخش رایگادا (به انگلیسی: Rayagada district) یک بخش در هند است که در اودیسا واقع شده‌است. بخش رایگادا ۷٬۵۸۴٫۷ کیلومتر مربع مساحت و ۸۲۳٬۰۰۰ نفر جمعیت دارد.